# 李申圆
李申圆（1997年10月2日—）是一名中国足球运动员，2024年時效力于长春亚泰足球俱乐部，司职右后卫。

## 生平
中华人民共和国第十三届运动会期間，李申圆是U20男足上海队成員，並且隨隊奪得冠军。2020赛季，李申圆成為上海海港一线队隊員，不过不久就被租借至内蒙古中优。